# تك،تك...بوم!
تك،تك...بوم! (بالإنجليزية: Tick, Tick... Boom!)‏ هو فيلم دراما موسيقي أمريكي صدر عام 2021 من إخراج لين مانويل ميراندا وبطولة أندرو غارفيلد،الكسندرا شيب،فانيسا هادجنز،جوديث لايت وبرادلي ويتفورد.